# Handroanthus heptaphyllus
Handroanthus heptaphyllus là một loài thực vật có hoa trong họ Chùm ớt. Loài này được (Vell.) Mattos mô tả khoa học đầu tiên năm 1970.